# 縣道139號
縣道139號是中華民國（臺灣）的一條縣道，北起彰化縣彰化市的市區，南至南投縣鹿谷鄉初鄉，路線縱貫八卦山，全長共計61.106公里，為目前台灣第六長的縣道。
- 集鹿大橋
- 彰195線（原縣道139號）起點
- 投58線（原縣道139號）終點

## 支線

### 甲線（已解編）
縣道139甲線 塗厝－彰化，北起彰化縣和美鎮塗厝，南至彰化縣彰化市西門口，全長15.811公里。

### 乙線
縣道139乙線 橫山－名間，北起南投縣南投市橫山，南至南投縣名間鄉市區，全長16.518公里。
- 縣道139乙線起點，前身為投23線起點。
- 縣道139乙線終點，前身為投38線終點。

### 丙線（未納編）
縣道139丙線為南崗工業區新闢之聯外道路。目前編號僅為南投縣政府擬定，尚未依據《公路法》第四條規定，由交通部正式核定公告。

## 歷史沿革
主線
- 2004年12月30日，終點由集集延伸至鹿谷鄉瑞田，路線修正為新港－瑞田。
- 2005年7月，交通部運輸研究所曾計劃將新港－南投路段升格為省道台39線[3]。
- 2016年1月22日，合併原縣道131號瑞田－初鄉路段，終點延伸至初鄉，路線修正為新港－初鄉。
- 2017年11月3日，新港至彰化路段編為鄉道彰195線，起點改至彰化。[4]
  - 伸港鄉：新港0k（起點， 台17線岔路，與 縣道134號共同起點）→全興工業區2.442k
  - 和美鎮：塗厝4.34k（右 縣道139甲線起點岔路）→竹仔腳（ 縣道134甲線岔路）→竹圍子8.245k
  - 彰化市：彰新金馬路口10.47k（ 台1丙線岔路）→彰新彰美路口10.978k（右 縣道134號終點岔路）→市公所12.002k→彰化孔廟（ 台19線岔路）
- 2024年1月24日，南枋寮路段改線，沿左側大彰路四段（與南枋寮路銜接）至銜接原線止[1]。

甲線
- 2017年11月3日，2017年11月3日交通部公告解編縣道139甲線全線[4]。
  - 塗厝－公館編為鄉道彰201線；下犁－西門口編為鄉道彰209線。

## 行經行政區域
主線
| 彰化縣 | 彰化市 | 彰化市區       | 0.000                    | 台1線 · 台19線 | 公路起點 台19線起點 |
| 彰化縣 | 彰化市 | 南郭           | 1.302                    | 彰62線         | 彰62線起點          |
| 彰化縣 | 彰化市 | －             |                          |                |                     |
| 彰化縣 | 彰化市 | 坑仔內         | －                       | （地區道路）   |                     |
| 彰化縣 | 花壇鄉 | 草仔埔         | 3.852                    | 彰64線         | 彰64線終點          |
| 彰化縣 | 彰化市 | 頂草仔埔       | －                       | 彰60-1線       | 彰60-1線起點        |
| 彰化縣 | 花壇鄉 | 八卦山平交路口 | 4.900                    | 台74甲線       |                     |
| 彰化縣 | 彰化市 | 橫山           | －                       | 彰67線         | 彰67線終點          |
| 彰化縣 | 芬園鄉 | 豬母湖         | －                       | （地區道路）   |                     |
| 彰化縣 | 芬園鄉 | －             |                          |                |                     |
| 彰化縣 | 芬園鄉 | 舊崩崁         | －                       | 彰60線         | 與彰60線共線起點    |
| 彰化縣 | 芬園鄉 | －             |                          |                |                     |
| 彰化縣 | 芬園鄉 | 南枋寮         | －                       | 彰60線         | 與彰60線共線終點    |
| 彰化縣 | 芬園鄉 | 同安寮         | －                       | 彰74線         | 彰74線起點          |
| 彰化縣 | 芬園鄉 | 中崙           | －                       | 彰72線         | 彰72線起點          |
| 彰化縣 | 芬園鄉 | 下樟空         | 16.292                   | 縣道148號      |                     |
| 彰化縣 | 芬園鄉 | 頂樟空         | －                       | （地區道路）   |                     |
| 彰化縣 | 芬園鄉 | 大竹圍         | 19.360                   | （地區道路）   |                     |
| 南投縣 | 南投市 | 樟普寮         | －                       | 投16線         | 投16線終點          |
| 南投縣 | 南投市 | 凹禍寮         | －                       | 投18線         | 投18線起點          |
| 南投縣 | 南投市 | 草尾嶺         | －                       | 投21線         | 投21線終點          |
| 南投縣 | 南投市 | 施厝坪         | －                       | 投20線         | 投20線起點          |
| 南投縣 | 南投市 | 橫山           | 26.160                   | 縣道139乙線    | 縣道139乙線起點     |
| 南投縣 | 南投市 | 下橫山         | －                       | （地區道路）   |                     |
| 南投縣 | 南投市 | 三塊厝         | －                       | 縣道139丙線    | 縣道139丙線終點     |
| 南投縣 | 南投市 | 三塊厝         | 30.825                   | 台3線          |                     |
| 南投縣 | 南投市 | 南投市區       | 31.383                   | 台3甲線        |                     |
| 南投縣 | 南投市 | －             |                          |                |                     |
| 南投縣 | 南投市 | 番仔井         | －                       | 台14乙線       |                     |
| 南投縣 | 南投市 | 包尾           | －                       | （地區道路）   |                     |
| 南投縣 | 南投市 | 包尾           | －                       |                |                     |
| 南投縣 | 南投市 | 包尾           | －                       | （地區道路）   |                     |
| 南投縣 | 中寮鄉 | 甲頭埔         | 34.500                   | （地區道路）   |                     |
| 南投縣 | 中寮鄉 | 山崁仔腳       | －                       | 投25-1線       | 投25-1線終點        |
| 南投縣 | 中寮鄉 | －             |                          |                |                     |
| 南投縣 | 中寮鄉 | 二重溪         | －                       | （地區道路）   |                     |
| 南投縣 | 中寮鄉 | －             |                          |                |                     |
| 南投縣 | 中寮鄉 | 撻仔灣         | －                       | （地區道路）   |                     |
| 南投縣 | 中寮鄉 | 撻仔灣         | －                       |                |                     |
| 南投縣 | 中寮鄉 | 撻仔灣         | －                       | （地區道路）   |                     |
| 南投縣 | 中寮鄉 | 六寮           | －                       | （地區道路）   |                     |
| 南投縣 | 中寮鄉 | －             |                          |                |                     |
| 南投縣 | 中寮鄉 | 鄉親寮         | 41.068                   | （地區道路）   |                     |
| 南投縣 | 中寮鄉 | －             |                          |                |                     |
| 南投縣 | 中寮鄉 | 八杞仙         | －                       | 投26線         | 投26線起點          |
| 南投縣 | 中寮鄉 | －             |                          |                |                     |
| 南投縣 | 中寮鄉 | 崁頂           | －                       | 投27線         | 投27線起點          |
| 南投縣 | 中寮鄉 | －             |                          |                |                     |
| 南投縣 | 中寮鄉 | 挑米坑         | －                       | （地區道路）   |                     |
| 南投縣 | 集集鎮 | 雞籠           | －                       | （地區道路）   |                     |
| 南投縣 | 集集鎮 | －             |                          |                |                     |
| 南投縣 | 集集鎮 | 集集市區       | －                       | （地區道路）   |                     |
| 南投縣 | 集集鎮 | 集集市區       | －                       |                |                     |
| 南投縣 | 集集鎮 | 集集市區       | 49.775                   | 投54線         | 與投54線共線起點    |
| 南投縣 | 集集鎮 | 集集市區       | －                       | 投54線         | 與投54線共線終點    |
| 南投縣 | 集集鎮 | 集集市區       | － 平交道 平面交會集集線 |                |                     |
| 南投縣 | 集集鎮 | 集集市區       | 50.020                   | 台16線         |                     |
| 南投縣 | －     |                |                          |                |                     |
| 南投縣 | 鹿谷鄉 | 瑞田           | 53.403                   | 投58線         | 投58線起點          |
| 南投縣 | 鹿谷鄉 | －             |                          |                |                     |
| 南投縣 | 鹿谷鄉 | 大丘園         | －                       | （地區道路）   |                     |
| 南投縣 | 鹿谷鄉 | －             |                          |                |                     |
| 南投縣 | 鹿谷鄉 | 宅仔內         | －                       | （地區道路）   |                     |
| 南投縣 | 鹿谷鄉 | －             |                          |                |                     |
| 南投縣 | 鹿谷鄉 | 秀峰           | －                       | 投57線         | 投57線起點          |
| 南投縣 | 鹿谷鄉 | －             |                          |                |                     |
| 南投縣 | 鹿谷鄉 | 鞍腳           | －                       | （地區道路）   |                     |
| 南投縣 | 鹿谷鄉 | 水仔尾         | －                       | （地區道路）   |                     |
| 南投縣 | 鹿谷鄉 | 水仔尾         | －                       |                |                     |
| 南投縣 | 鹿谷鄉 | 水仔尾         | －                       | （地區道路）   |                     |
| 南投縣 | 鹿谷鄉 | 水仔尾         | －                       |                |                     |
| 南投縣 | 鹿谷鄉 | 水仔尾         | －                       | （地區道路）   |                     |
| 南投縣 | 鹿谷鄉 | 初鄉           | 61.107                   | 縣道151號      | 公路終點            |
| 共線   |        |                |                          |                |                     |

乙線
| 縣市   | 鄉鎮 市區 | 地點           | 里程 （km） | 交會道路           | 備註                |
| ------ | --------- | -------------- | ----------- | ------------------ | ------------------- |
| 南投縣 | 南投市    | 橫山           | 0.000       | 縣道139號          | 公路起點            |
| 南投縣 | 南投市    | 橫山           | －          | 投30線             | 投30線起點          |
| 彰化縣 | 社頭鄉    | 沒有主要交會點 |             |                    |                     |
| 南投縣 | 名間鄉    | 鹿鳴           | －          | 投32線             | 投32線起點          |
| 南投縣 | 名間鄉    | 錦梓           | －          | 投34線             | 投34線起點          |
| 南投縣 | 名間鄉    | 赤水           | 5.949       | 縣道150號          | 與縣道150號共線起點 |
| 南投縣 | 名間鄉    | 赤水           | －          | 縣道150號 · 投36線 | 投36線起點          |
| 南投縣 | 名間鄉    | 赤水           | 6.489       | 縣道150號          | 與縣道150號共線終點 |
| 南投縣 | 名間鄉    | 弓鞋           | －          | （地區道路）       |                     |
| 南投縣 | 名間鄉    | 口寮           | －          | 投36-1線           | 投36-1線起點        |
| 南投縣 | 名間鄉    | 松柏嶺         | －          | 投35線             | 投35線起點          |
| 南投縣 | 名間鄉    | 松柏嶺         | －          | 投42線             | 投42線起點          |
| 南投縣 | 名間鄉    | 松柏嶺         | －          | 投31線             | 投31線終點          |
| 南投縣 | 名間鄉    | 頂新厝         | －          | 投37線             | 投37線終點          |
| 南投縣 | 名間鄉    | 湳仔           | －          | 投40線             | 投40線終點          |
| 南投縣 | 名間鄉    | 名間市區       | －          | 投36線             | 投36線終點          |
| 南投縣 | 名間鄉    | 名間市區       | 16.505      | 台3線 · 投25線     | 公路終點 投25線終點 |
| 共線   |           |                |             |                    |                     |

## 沿線路名
| 主線 - 東民街 - 公園路 - 虎崗路 - 大彰路 - 八卦路 - 八德路 - 嶺興路 - 民族路 - 南陽路 - 平和街 - 南鄉路 - 永平路 - 中集路 - 和平街 - 民生路 - 集鹿路 - 集鹿南路 - 仁愛路 | 乙線 - 八卦路 - 鹿鳴巷 - 皮仔寮巷 - 瓦厝巷 - 南田路 - 名松路 |

## 沿線設施與景點
| 主線 - 參山國家風景區 - 八卦山風景區 - 銀行山 - 彰化縣芬園鄉同安國民小學 - 彰化縣芬園鄉文德國民小學 - 老樟母女樹 - 南投樟普寮鳳山寺 - 南投縣南投市西嶺國民小學 - 南投縣立鳳鳴國民中學 - 猴探井遊憩區 - 南投縣南投市文山國民小學 - 南投縣議會 - 南投服務區（聯絡道⇒ 國道三號） - 南投縣中寮鄉至誠國民小學 - 南投縣中寮鄉中寮國民小學 - 南投縣鹿谷鄉秀峰國民小學 - 南投縣立瑞峰國民中學 | 乙線 - 南投永興宮 - 橫山 - 南投縣名間鄉弓鞋國民小學 - 松柏嶺 - 南投縣名間鄉中山國民小學 |

## 相關事件
- 由於縣道139號八卦山路段之彎道平緩與其他山道相比難度較低，吸引重機騎士與單車騎士前訪，也吸引追焦手前往拍攝車輛動態，因而被稱之「騎車聖地」，同時也是易肇事路段。根據警方統計，2018年1月至8月間縣道139號的車禍造成1人死亡、146人受傷[5]。自2020年10月起，縣道139號19K至23K路段速限自50公里降至40公里，同時增加路幅寬度，惹來地方民眾抗議速限過低[6]，同時警方每逢假日也都會擺設單/雙向的車輛臨檢以試圖減少部分違規民眾。
- 基於追焦手、店家、車友聚集點多位於台74甲線交會路口至長春橋之間，此路段沿線有雙邊樹蔭環繞，因此多起機車事故案件多與騎士外拋撞到路樹有關，然而警方與政府仍然以速度為取締重點，雖然警方的確開出眾多罰單但不少人只是路過民眾，多數被開單的民眾車速都位於60公里以內（相當於原速限）[來源請求]。
- 彰化縣警察局交通隊於沿線設置的警示路牌統計，2021年1月至11月於縣139線共有2人車禍死亡。